# Anemos
Pour les articles homonymes, voir Anemos (voilier-cargo).
L’Anemos (en grec : Ανεμος) est un ferry appartenant à la compagnie grecque Aegean Speed Lines. Construit aux chantiers Wärtsilä de Turku de 1979 à 1980 pour la compagnie finlandaise SF-Line, il était à l'origine baptisé Rosella. Mis en service en mai 1980 sur les liaisons de Viking Line reliant la Finlande, les îles Åland et la Suède, il conservera cette affectation durant de nombreuses années avant d'être transféré sur des lignes plus courtes à partir de la fin des années 1990 telles que des mini-croisières entre Stockholm et Mariehamn, entre Helsinki et Tallinn dans les années 2000 puis entre Kapellskär et Mariehamn à partir de 2008. Vendu à Aegean Speed Lines en décembre 2022, il navigue depuis août 2023 en mer Égée sous le nom d’Anemos et dessert l'archipel des Cyclades depuis Le Pirée.

## Historique

### Origines et construction
Dans les années 1970, l'augmentation du trafic sur lignes maritimes reliant la Finlande et la Suède a favorisé l'émergence de deux consortiums rivaux composés chacun de plusieurs compagnies maritimes finlandaises et suédoises. Tout au long de la décennie, les opérateurs Viking Line et Silja Line se livrent une véritable guerre du tonnage et du confort, encouragée par une clientèle de plus en plus exigeante et une hausse constante du trafic. Malgré les moyens mis en place, la flotte de Viking Line se révèle moins performante que celle de sa rivale, en particulier depuis la mise en service des jumeaux Svea Corona, Wellamo et Bore Star entre 1975 et 1976. Dans l'optique de surpasser leurs concurrents, les compagnies SF-Line, Rederi Ab Sally et Rederi Ab Slite, propriétaires de Viking Line, se lancent à la fin des années 1970 dans un important programme de renouvellement de leurs flottes. Tandis que Sally envisage la mise en service de deux imposants navires pour la liaison Helsinki - Stockholm, d'un pour la ligne Turku - Mariehamn - Stockholm, et que Slite commande un navire pour cette même liaison, SF-Line décide de son côté d'aligner deux navires jumeaux sur les lignes desservant la Suède par l'archipel d'Åland et qui prendraient alors la succession du Kapella, du Marella et de l‘Aurella.
Si dans un premier temps, SF-Line envisage de faire construire ses nouvelles unités au Japon par les chantiers Mitsubishi Heavy Industries, en raison notamment de leur coût très faible, l'État finlandais décidera cependant d'intervenir en proposant à la compagnie d'importantes subventions afin que les navires soient construits en Finlande. Ainsi, sur les 115 millions de marks que coûtera la construction du premier navire, 17 millions seront investis par le gouvernement. Conçus sur la base de l‘Aurella, dernier navire construit par SF-Line en 1973, les futurs car-ferries affichent toutefois des dimensions bien plus élevées, proches de celles du futur Diana II de Rederi Ab Slite, avec un peu moins de 140 mètres de longueur et un tonnage de plus de 10 000 tonneaux. Leur taille apparait cependant quelque peu modeste au regard des trois mastodontes Viking Saga, Viking Song et Viking Sally commandés par Rederi Ab Sally. Malgré cela, les navires de SF-Line sont dotés d'un confort presque équivalent avec deux ponts et demi consacrés aux passagers qui pourront profiter de locaux variés ainsi que de cabines plus nombreuses que sur la plupart des anciens ferries de la flotte.
Tandis que le premier navire, baptisé Turella, est lancé le 21 novembre 1978, la commande du second, dénommé Rosella, est passée par SF-Line quelques mois plus tard, le 25 janvier 1979. Construit par les chantiers Wärtsilä de Turku, le navire est lancé le 14 août 1979. Après plus de sept mois de finitions, il est livré à SF-Line le 25 avril 1980.

### Service

#### Viking Line (1980-2023)
Le Rosella est mis en service le 23 mai 1980 sur la liaison de Viking Line entre Naantali, Mariehamn et Kapellskär. Son service sur cette ligne est cependant de courte durée puisqu'en juin 1981, SF-Line décide d'y affecter son sister-ship le Turella. En conséquence, le Rosella se substitue à son jumeau sur la ligne Turku - Mariehamn - Stockholm qu'il assure en tandem avec le Viking Sally de Rederi Ab Sally.
Le 6 avril 1983, alors que le navire appareille de Turku, il est constaté durant la manœuvre que l'hélice tribord a cessé de fonctionner. Durant un passage en cale sèche le 11 avril, il s'avèrera que l'arbre de l'hélice avait cédé.
Le 6 mars 1987 vers 3h du matin, alors que le Rosella et le ferry Diana II sont sur le point de se croiser au large de Sottunga, ce dernier ralentit afin de céder le passage au Rosella en raison de la présence de glace. Mais durant la manœuvre, le Diana II est aspiré par les remous des hélices du Rosella, entraînant alors une collision entre les deux navires qui se soldera toutefois par des dégâts relativement limités se résumant à quelques tôles froissées de chaque côtés ainsi que quelques sabords brisés pour le Rosella. Cet incident n'empêchera pas les deux ferries de poursuivre leurs routes respectives. En raison de la faible étendue des dommages, le Rosella ne sera pas immobilisé et les vitres détruites sur le pont 6 seront pour leur part remplacée durant une escale à Turku le 9 mars.
En octobre 1988, en raison de l'arrivée imminente du nouveau cruise-ferry Amorella, le Rosella est transféré sur la ligne Naantali - Mariehamn - Kapellskär sur laquelle il supplante son sister-ship le Turella qui est pour sa part retiré de la flotte. Initialement, il était prévu que le Rosella soit vendu à la compagnie suédoise Stena Line dès la mise en service de l‘Amorella, cependant, en raison d'un retard de sept mois dans la livraison de ce dernier, SF-Line n'avait pas pu livrer le Rosella à son nouvel armateur dans les délais prévus et a dû verser des indemnités à l'armateur suédois. Finalement, SF-Line et Stena ont conclu un accord portant sur la vente du Turella, identique au Rosella.

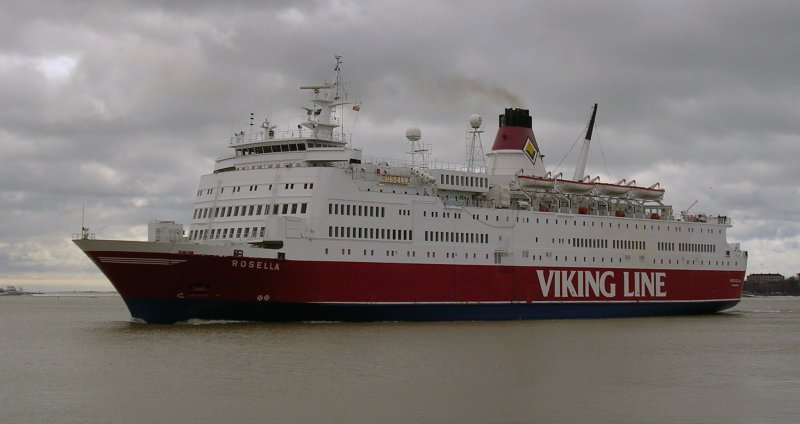
Le Rosella après les transformations de 1993.

Au cours de l'année 1993, Viking Line doit faire face à la faillite d'un de ses actionnaires, la compagnie suédoise Rederi Ab Slite. Ce coup dur, intervenant quelques années après le rachat de Rederi Ab Sally par les propriétaires de Silja Line, entraîne la vente aux enchères d'une grande partie de la flotte Viking Line, dont quelques uns de ses plus grands navires. Cet évènement fait également de SF-Line l'unique actionnaire de la compagnie aux bateaux rouges. Afin d'affronter cette mauvaise période, la compagnie finlandaise est contrainte de réorganiser sa flotte. Ainsi, courant 1993, le Rosella est retiré du service afin de bénéficier d'une importante refonte visant à augmenter son nombre de couchettes. À cet effet, le garage du pont 4 est supprimé et remplacé par de nouvelles cabines. À l'issue des travaux s'élevant à environ 140 millions de marks, le Rosella est affecté à la ligne Turku - Mariehamn - Stockholm qu'il desservait auparavant à partir du 1er janvier 1994. Plus tard en 1995, SF-Line fusionnera avec sa filiale Viking Line, ce qui entraînera le transfert de propriété de la flotte au sein de l'entité Viking Line Abp.
En octobre 1994, l'étrave mobile abritant la porte-rampe avant du Rosella est temporairement condamnée à la suite du naufrage meurtrier du ferry Estonia, survenu le 28 septembre alors qu'il naviguait par mauvais temps entre l'Estonie et la Suède et qui aurait été provoqué par la rupture des systèmes de fermeture du casque d'étrave malmené par la houle, ce qui aurait alors entraîné une entrée d'eau massive au niveau du garage. Par mesure de sécurité, le casque d'étrave du Rosella, de conception similaire à celui de l‘Estonia, est soudé à la coque. À la suite de travaux visant à renforcer ses systèmes de verrouillage, la porte avant sera de nouveau utilisée.
Entre 1995 et 1996, le navire alterne entre la liaison Turku - Mariehamn - Stockholm l'hiver et Naantali - Mariehamn - Kapellskär l'été grâce notamment à l'affectation estivale du Cinderella sur la ligne de Turku, permettant de libérer le Rosella pour assurer la desserte au départ de Naantali.
À partir d'avril 1997, le Rosella est affecté sur des mini-croisière de 22 à 24 heures entre Stockholm et Mariehamn. Ainsi, les années suivantes, le navire alternera entre cette affectation l'hiver et la ligne Naantali - Mariehamn - Kapellskär l'été jusqu'en 2002. En raison de l'important succès de ces croisières, Viking Line décidera en effet d'y affecter dès 2003 le Cinderella, nettement plus imposant et disposant d'installations de meilleure qualité. En conséquence, après avoir navigué brièvement entre Kapellskär, Mariehamn et Turku et réalisé quelques voyages entre Stockholm et Riga, en Lettonie, le Rosella est employé à partir d'août 2003 entre Helsinki et Tallinn.
À l'occasion de son transfert sur la liaison finno-estonienne, Viking Line envisage alors d'enregistrer le Rosella sous pavillon estonien afin de réduire les coûts de son exploitation et plus particulièrement ceux du personnel. Cette décision provoquera cependant de vives réactions de la part des syndicats de marins finlandais qui iront jusqu'à porter l'affaire en justice. Le 16 juin 2005, la Haute Cour de justice de Londres autorisera dans un premier temps l'usage du pavillon estonien à Viking Line, mais refusera finalement en appel le 3 novembre.

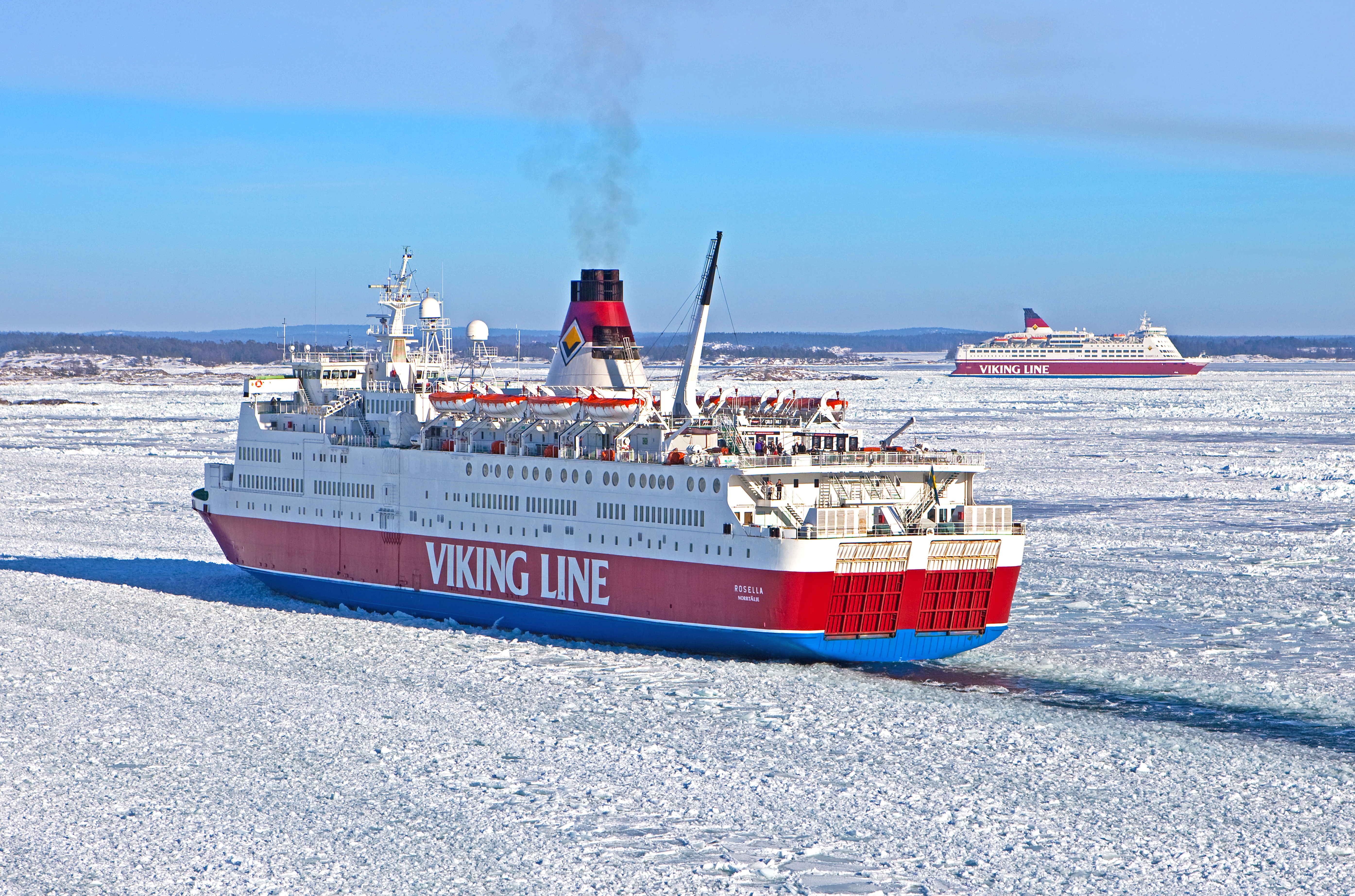
Le Rosella naviguant dans l'archipel d'Åland en 2011.

Le Rosella continue de naviguer entre Helsinki et Tallinn jusqu'en avril 2008. En raison de la mise en service du nouveau Viking XPRS, Viking Line décide de le transférer sur sa courte liaison reliant Kapellskär à Mariehamn en remplacement du petit ferry Ålandsfärjan. À cet effet, le navire est transféré sous pavillon suédois le 20 mai et débute ses rotations dix jours plus tard. Au cours des premiers mois d'exploitation, les habitants de Kapellskär se plaindront d'une fumée anormalement noire et dense rejetée par le navire. Il s'avèrera par la suite que cette fumée était le résultat d'une réaction de l'oxygène au contact du gaz produit par la combustion d'un carburant spécial censé être plus respectueux de l'environnement mais que l'équipage du navire n'a pas su optimiser. Au cours de l'inspection de l'appareil propulsif, il sera cependant constaté que le Rosella présente des signes de fatigue notamment dus à son âge de 28 ans à l'époque.
Le 6 octobre, alors que le navire s'apprête à achever une traversée vers Kapellskär, le mauvais temps faisant rage ce jour-là empêche son entrée dans le port. Malgré l'assistance du remorqueur Oscar Falkman dépêché sur place, le Rosella ne peut accoster que cinq heures plus tard, profitant d'une accalmie.
Le 19 janvier 2009, alors que le Rosella vient de quitter le port de Mariehamn, une panne d'un des moteurs auxiliaires le contraint à mouiller non loin du terminal. Une fois l'avarie réparée, le navire remonte son ancre afin de reprendre sa route mais cette dernière s'est cependant prise dans un câble internet sous-marin qu'elle a entraîné avec elle durant la remontée.
Initialement, le déploiement du Rosella entre Kapellskär et Mariehamn devait être temporaire, Viking Line ayant en effet commandé un navire neuf spécialement conçu pour cette liaison et dont la livraison devait intervenir en 2009. Mais en raison cependant d'un retard important pris dans la construction de ce nouveau navire, la compagnie décidera finalement en 2010 d'annuler la commande et de conserver le Rosella. Ainsi, le 7 janvier 2011, le navire rejoint les chantiers de Kopli en Estonie afin de subir d'importants travaux de rénovations. Au cours de cet arrêt technique, la boutique hors-taxe sur le pont 5 est considérablement agrandie au détriment du restaurant et de la cafétéria qui sont quant à eux réaménagés sur le pont 6 à la place des cabines qui sont supprimées, permettant entre autres de doter le bar-spectacle d'une mezzanine. À l'issue de ces transformations, le Rosella reprend son service le 17 février.
Le 22 juillet 2013, alors que le navire s'apprête à accoster au port de Mariehamn, la plupart des passagers voyageant avec leur véhicule descendent dans les garages afin de se préparer au débarquement lorsque l'une des plateformes car-decks amovibles cède et chute lourdement sur le niveau inférieur. Fort heureusement, aucun passager ne se trouvait en dessous de la plateforme au moment de sa chute.

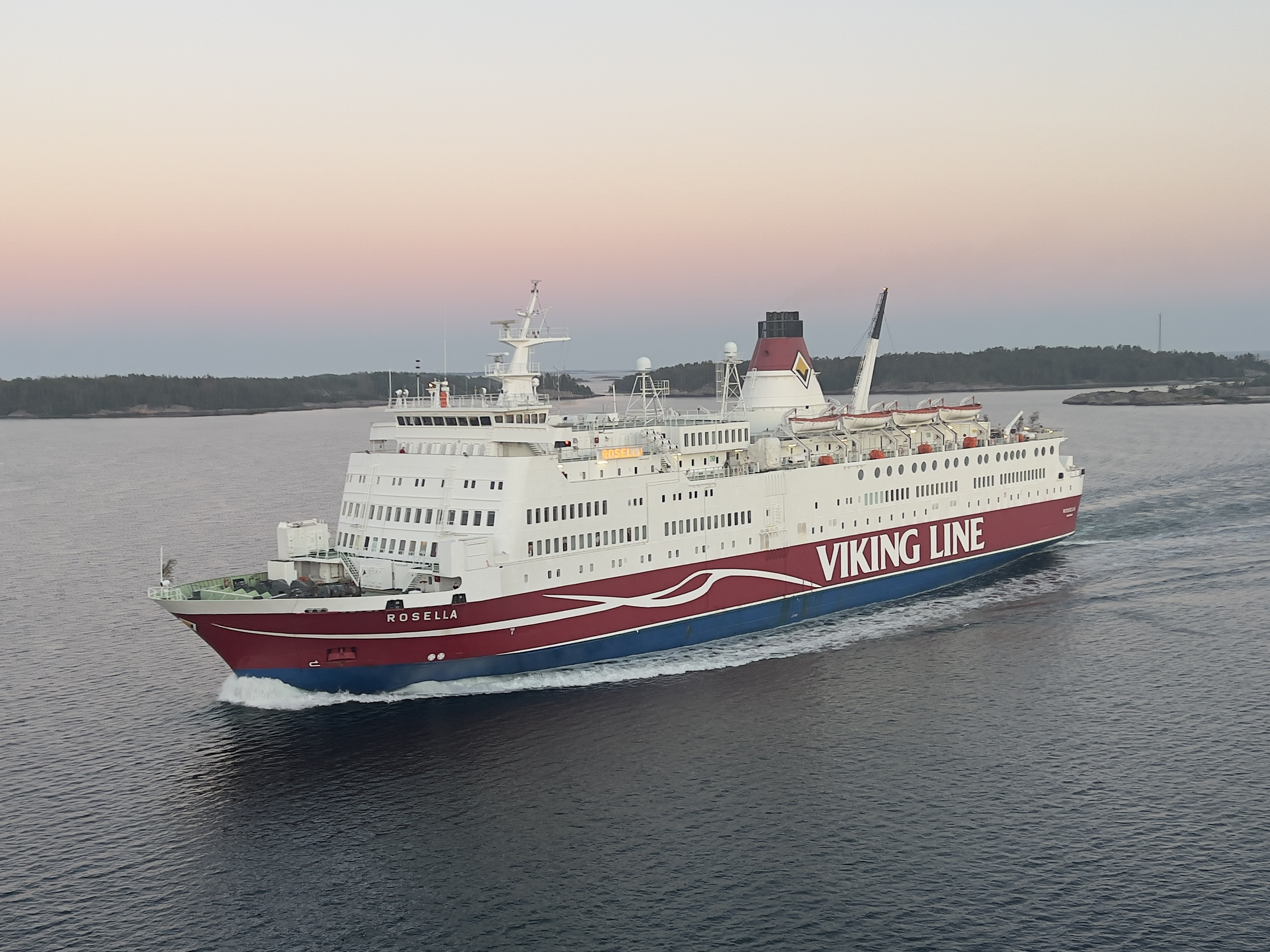
Le Rosella à Mariehamn en 2022.

En janvier 2014, après avoir arboré le pavillon suédois pendant six ans, le navire retrouve son pavillon finlandais d'origine ainsi que son port d'attache Mariehamn. L'annonce avait été faite par Viking Line en février 2013.
Au cours d'un arrêt technique effectué à Kopli en janvier 2015, l'une des interventions consistait en une légère modification de la livrée du navire avec notamment l'ajout de vaguelettes blanches sur sa coque rouge à l'instar des autres navires de la flottes depuis l'arrivée du Viking Grace en 2013. Mais la livrée peinte sur le Rosella se révèlera être de piètre qualité, à tel point que celle-ci sera corrigée au printemps.
Durant l'année 2020, l'exploitation du navire est perturbée en raison des restrictions liées à la crise sanitaire provoquée par la pandémie de Covid-19. Immobilisé dans un premier temps le 17 mars en raison de la décision des gouvernements suédois et finlandais d'interrompre le trafic, le Rosella reprendra toutefois la mer à la fin du mois à raison de trois traversées hebdomadaires en ne transportant cependant que du fret. Le 26 mai, le trafic passager est finalement rétabli sur la liaison Kapellskär - Mariehamn.
Le 8 décembre 2022, dans le cadre de la modernisation de son outil naval, Viking Line annonce la vente du Rosella à la compagnie grecque Aegean Sealines pour la somme de 11 250 000 euros. La principale raison avancée par la compagnie finlandaise étant la vétusté du navire tendant à le rendre inadapté à l'évolution de ses standards en matière d'émissions de dioxyde de carbone,. Ainsi, dans la nuit du 8 au 9 janvier 2023, le car-ferry réalise sa dernière rotation entre Kapellskär et Mariehamn. Après plus de 42 ans de navigation sous les couleurs de Viking Line, il quitte définitivement la flotte à son arrivée.

#### Aegean Speed Lines (depuis 2023)
Pris en main par un équipage grec le 17 janvier 2023 à Mariehamn, le navire devient l’Anemos et est enregistré sous pavillon grec. Durant les jours précédents sa livraison, les logos de Viking Line avaient été effacés de ses flancs et de sa cheminée. Le 24 janvier, il quitte son port d'attache pour rejoindre la Grèce. Durant le convoyage, il s'arrête à deux reprises, tout d'abord au large de Göteborg le 25 janvier puis d'Algésiras le 1er février afin d'avitailler. Au terme d'une dizaine de jours de navigation, l’Anemos arrive en mer Égée le 5 février.
Après plusieurs mois de travaux, légèrement troublés par un incendie le 24 avril, le navire entre en service le 5 août entre Le Pirée et l'archipel des Cyclades.

## Aménagements
Le Rosella possède 11 ponts numérotés du plus bas jusqu'au plus haut de 1 à 10 (la logique aurait été de 1 à 11, cependant, les deux ponts garages sont comptés comme les ponts 3a et 3b, créant ainsi un décalage). Les locaux passagers se situent sur la totalité des ponts 5 et 6 ainsi que sur une partie des ponts 4, 7 et 8 tandis que ceux de l'équipage occupent principalement les ponts 7 et 4. Les ponts 3a et 3b sont pour leur part consacrés aux garages.

### Locaux communs
Le Rosella possède des installations classiques situées en grande partie sur les ponts 5 et 6. À l'origine, le navire était équipé d'une cafétéria, d'un bar-salon, d'un centre de conférences et d'une boutique hors-taxe sur le pont 5 et d'un restaurant sur le pont 6. Depuis les importantes transformations de 2011, les espaces de restauration ont été réaménagés sur le pont 6 en raison de l'agrandissement de la boutique hors-taxe.
Depuis la refonte 2011, les installations du navire sont organisées de la manière suivantes :
- Voyage : bar-spectacle sur deux étages situé à l'arrière du navire sur les ponts 5 et 6 ;
- The Buffet : restaurant buffet situé au pont 6 à l'avant du navire ;
- À la Carte : restaurant à la carte situé au milieu tribord du pont 6 ;
- Café Seasdide : cafétéria située sur le pont 6 au milieu du navire ;
- Street Café : espace de restauration rapide situé au milieu du pont 5 du côté bâbord ;

En plus de ces installations, le Rosella dispose d'un supermarché sur le pont 5 avant. Sur le pont 9 se trouve un petit espace destiné aux conférences avec des salles offrant une vue panoramique.

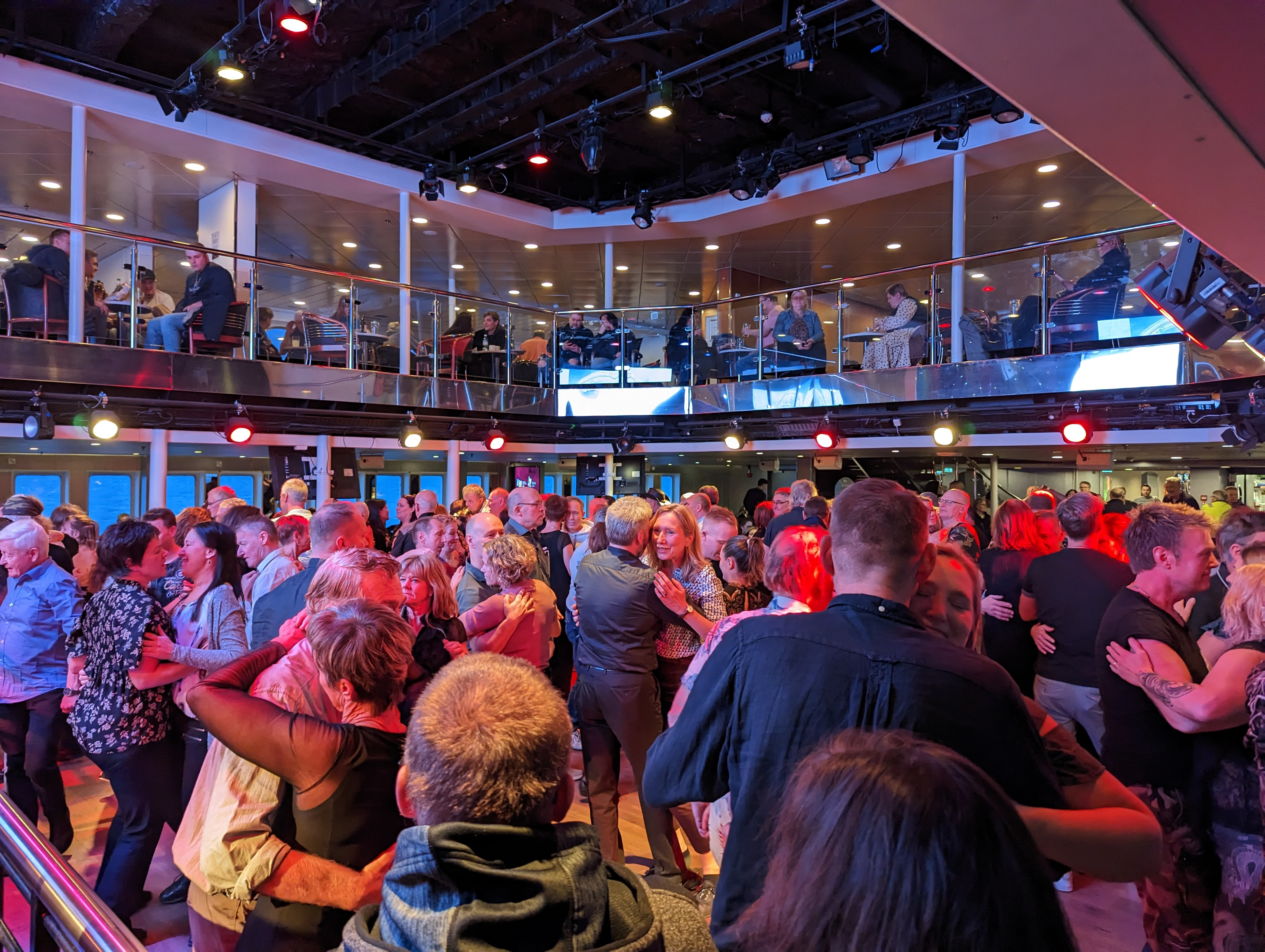
Bar-spectacle Voyage, situé au pont 5.
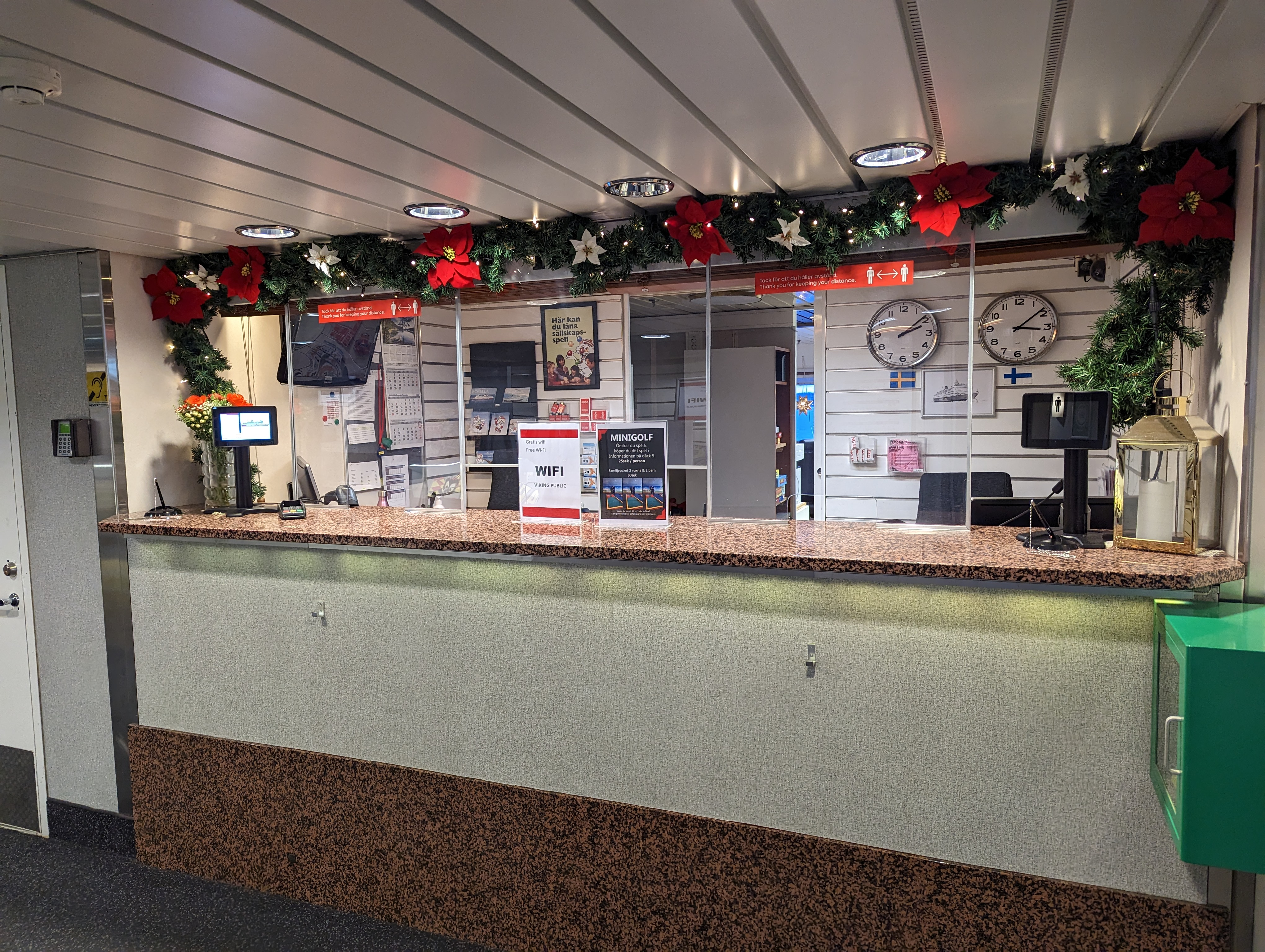
Bureau information sur le pont 5.
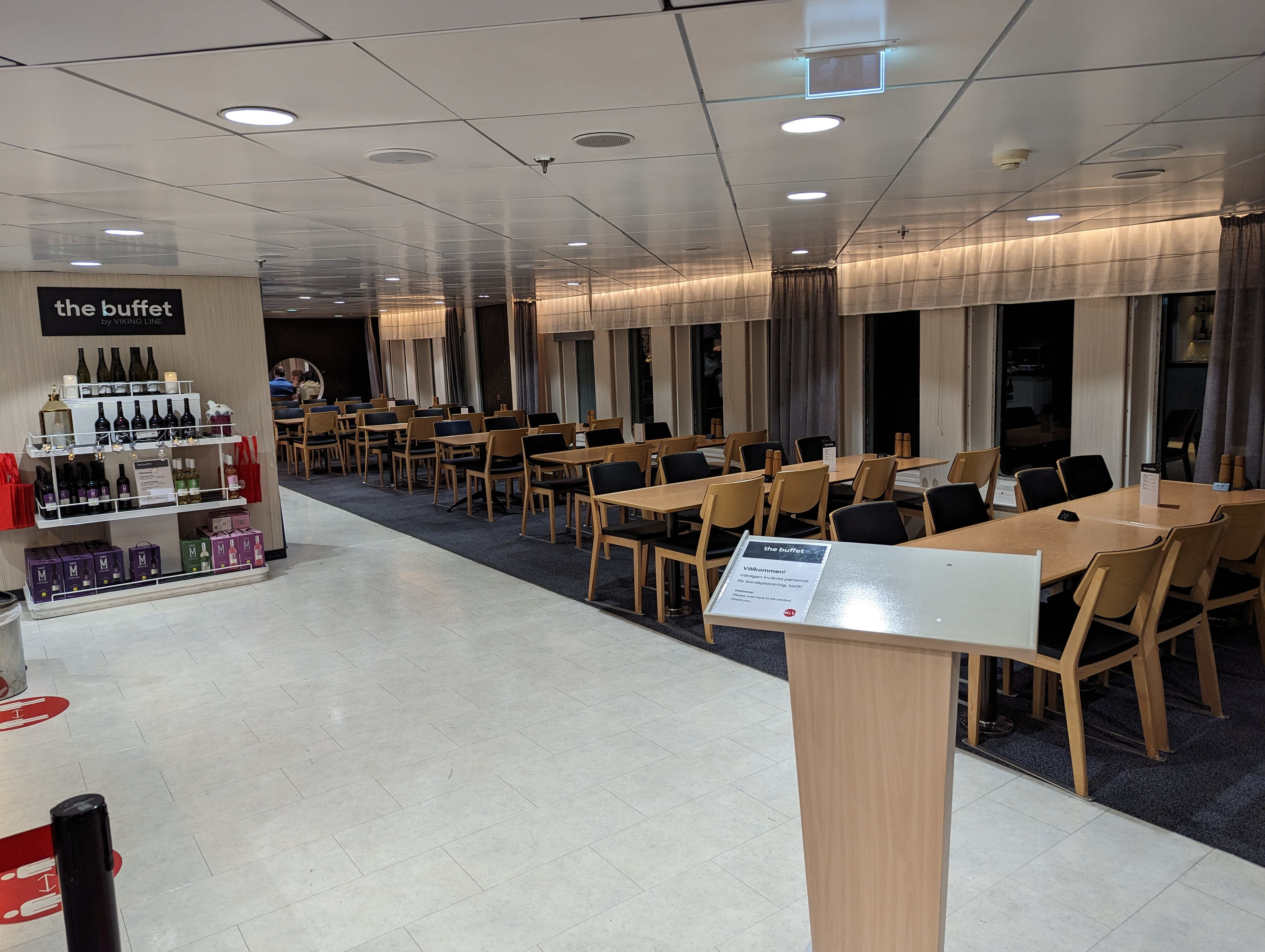
Restaurant The Buffet.
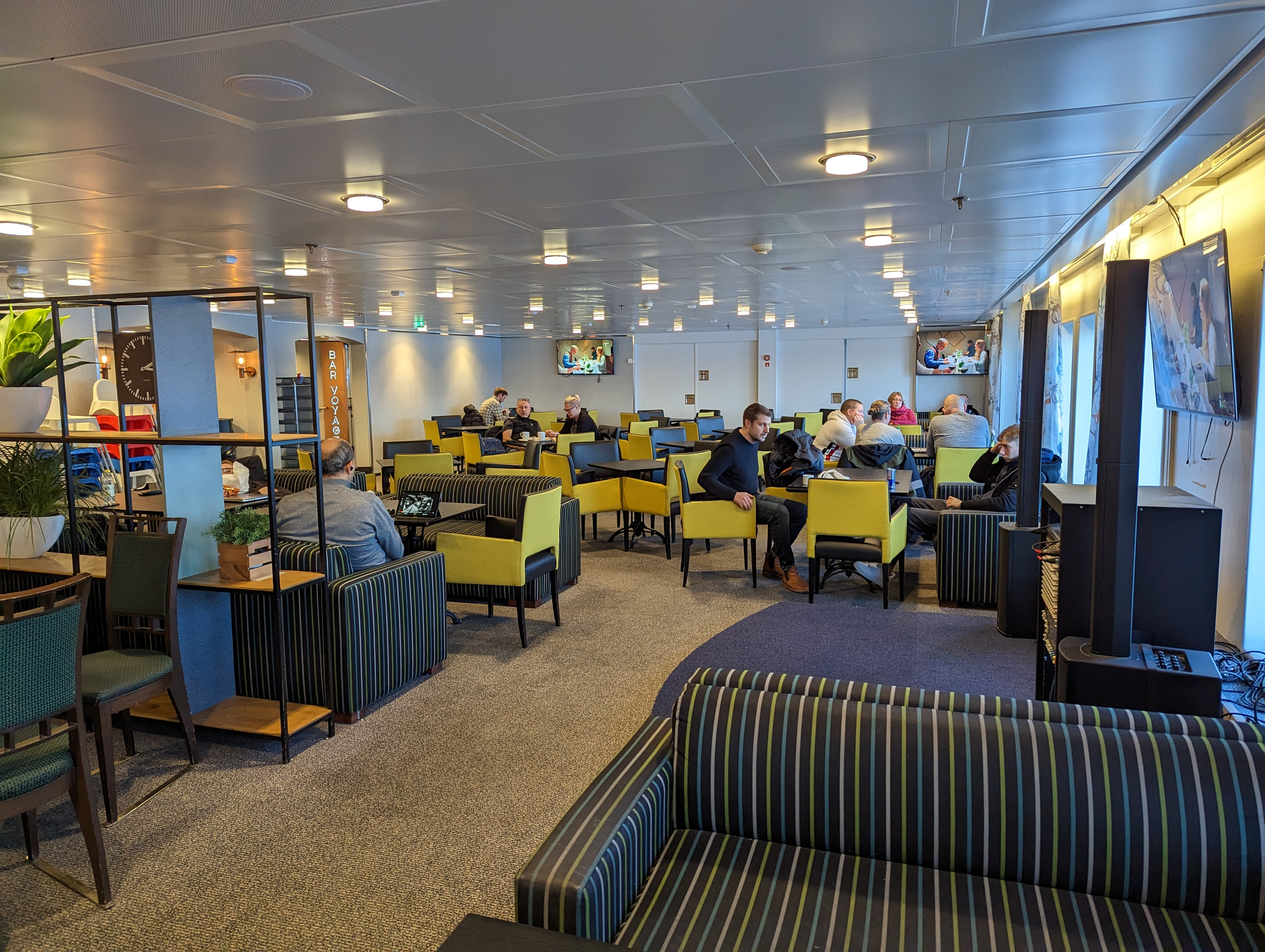
Snack Street Café.
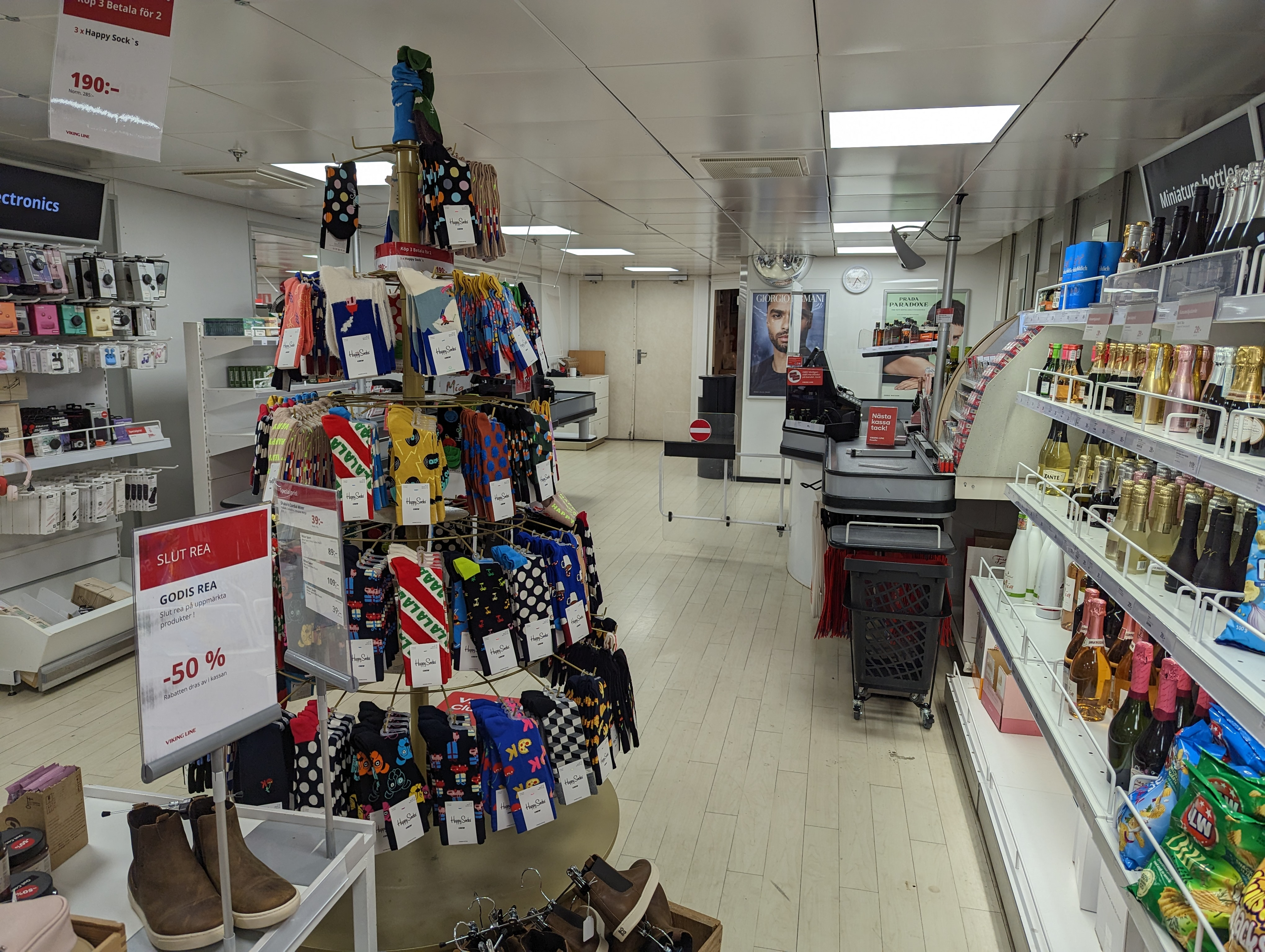
Boutique hors-taxe.
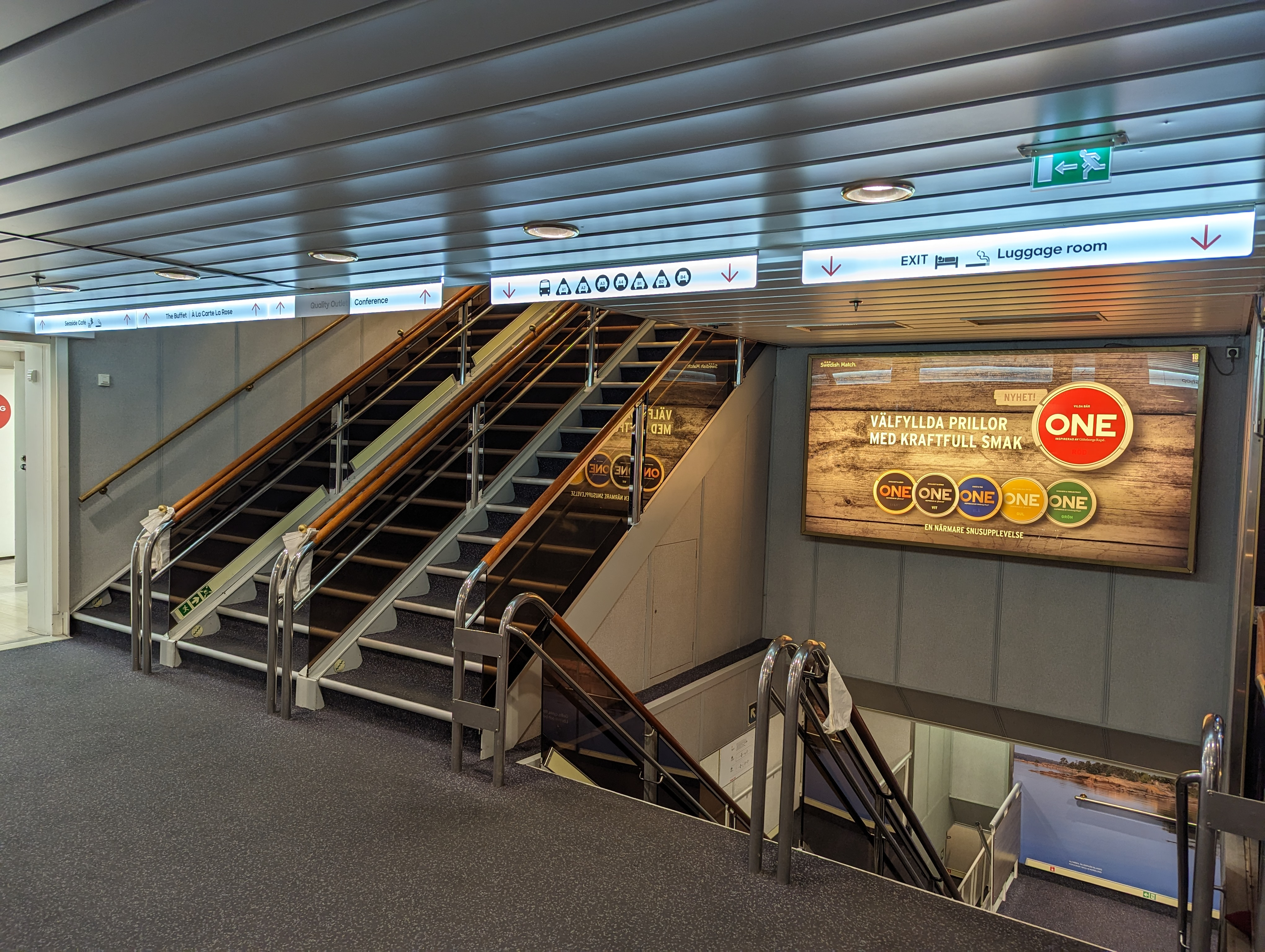
Escalier principal.

### Cabines
À l'origine, le Rosella proposait 740 places en couchettes au sein d'une centaine de cabines principalement situées sur le pont 6 mais aussi à l'avant du pont 4 ainsi que sur le pont 2 en dessous des garages. En 1993, de nouvelles cabines sont aménagées sur tout le pont 4, portant le nombre de couchettes à 1 198. En 2011, en raison du transfert du navire sur une liaison plus courte, le nombre de couchettes est revu à la baisse avec la suppression des cabines du pont 6 mais également de celles situées sous les garages ainsi que quelques-unes à l'avant du pont 4.
Les cabines standards, internes ou externes, sont équipées de deux à quatre couchettes ainsi que de la télévision et de sanitaires comprenant douche, WC et lavabo. Certaines d'entre elles disposent d'un grand lit à deux places. Le navire propose également des suites. Des cabines accessibles aux personnes à mobilité réduite ou aux animaux sont également présentes.

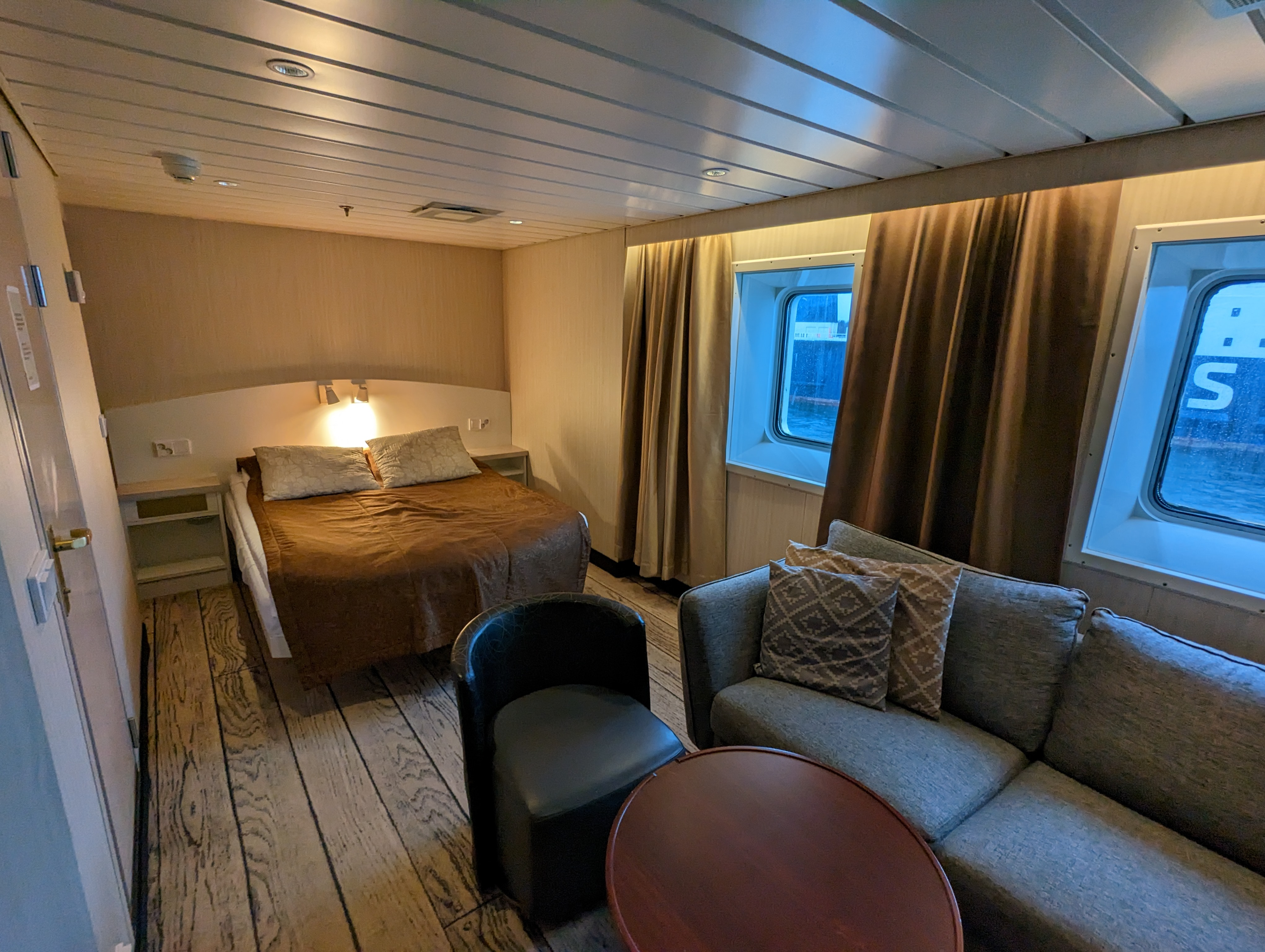
Suite.
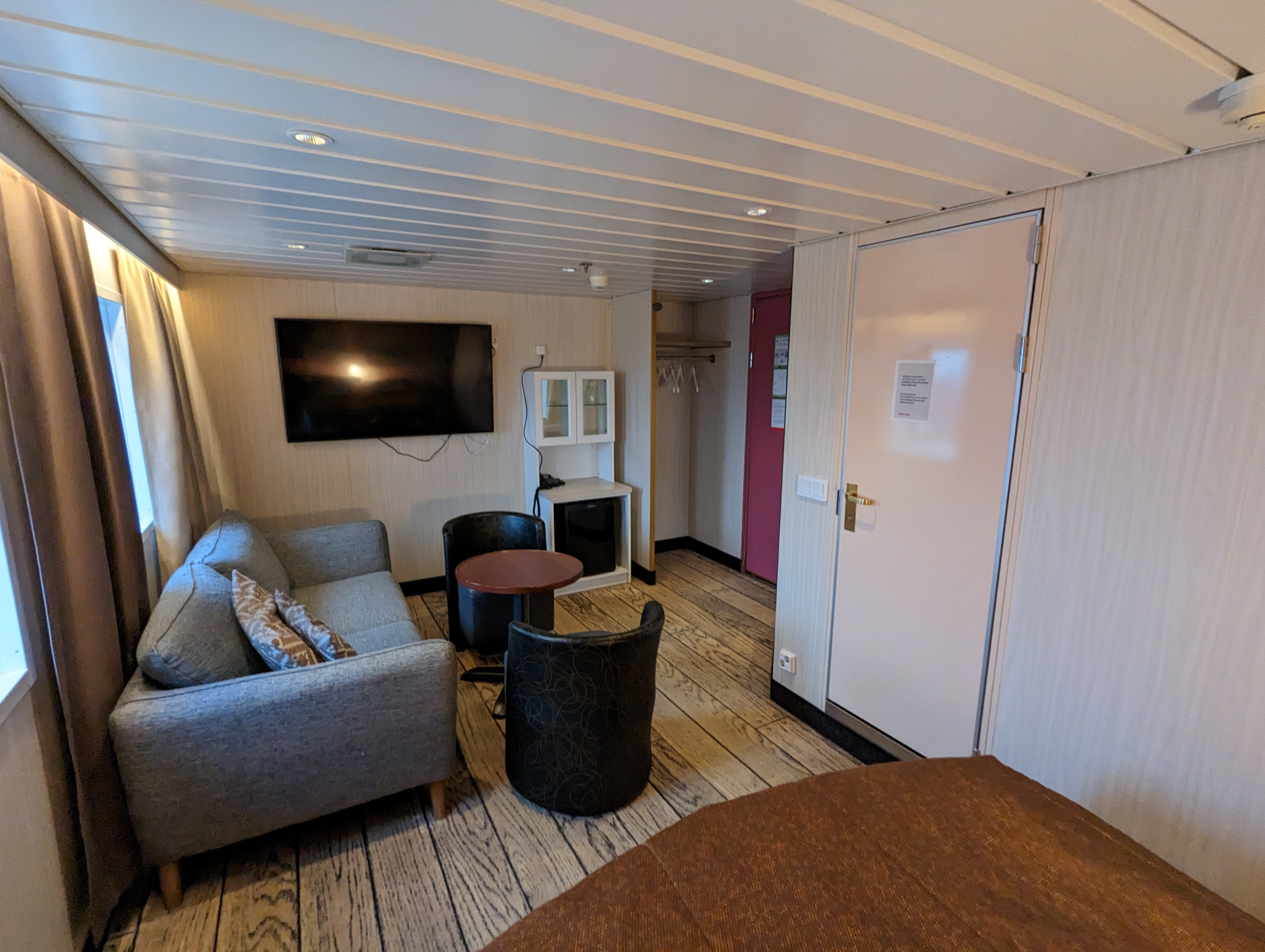
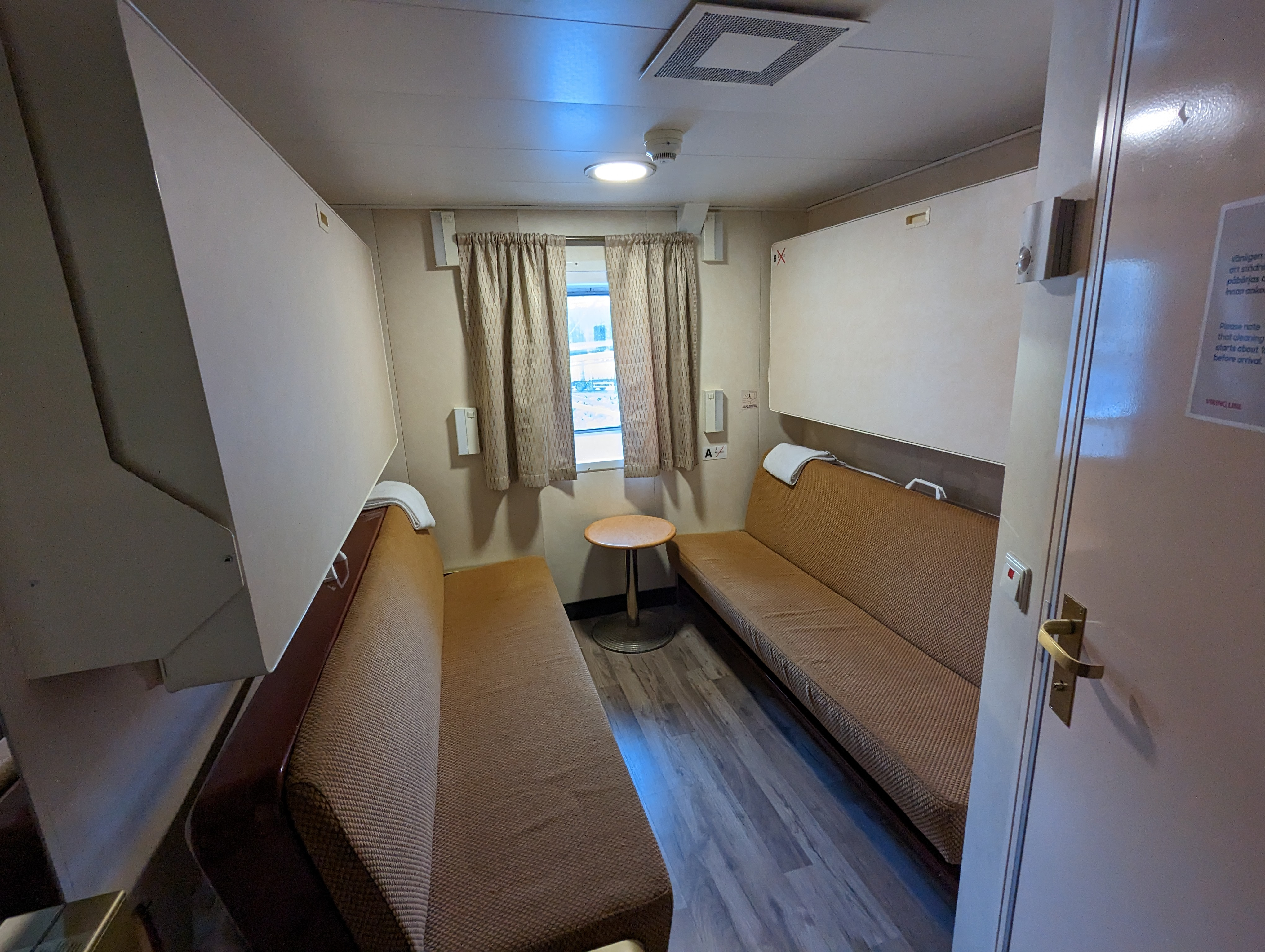
Cabine extérieure standard à quatre couchettes.
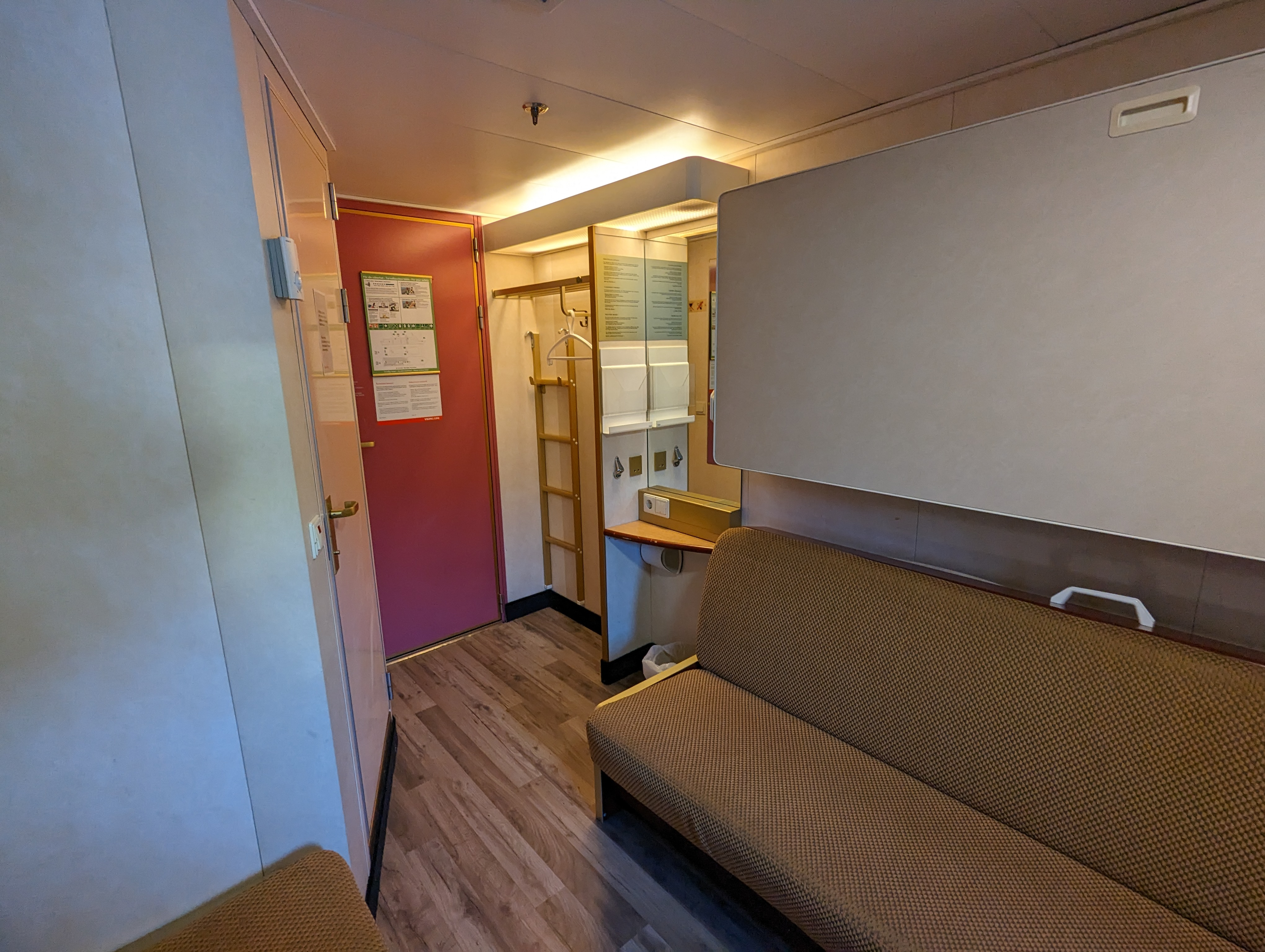

## Caractéristiques
Le Rosella mesure 136,11 mètres de long pour 24,24 mètres de large. Son tonnage était à l'origine de 10 757 UMS avant d'être porté à 16 850 UMS en 1993 puis enfin à 16 879 UMS en 2011. Sa capacité d'emport était initialement de 1 700 passagers et son garage pouvait accueillir 535 véhicules répartis sur deux niveaux et demi. La capacité du garage sera abaissée à 350 véhicules en 1993 et celle des passagers à 1 200 en 2011. Le garage est accessible par deux portes-rampes situées à l'arrière et une porte-rampe avant. La propulsion est assurée par quatre moteurs diesels Wärtsilä-Pielstick 12PC2-2V 400 développant une puissance de 17 652 kW entraînant deux hélices à pas variable faisant filer le bâtiment à une vitesse de 21,5 nœuds. Le Rosella possède sept embarcations de sauvetage ouvertes de taille moyenne, quatre sont situées du côté bâbord et trois du côté tribord, vers le milieu du navire. Elles sont complétées par un canot semi-rigide. En plus de ces principaux dispositifs, le navire dispose de plusieurs radeaux de sauvetage à coffre s'ouvrant automatiquement au contact de l'eau. Le navire est doté de deux propulseurs d'étrave facilitant les manœuvres d'accostage et d'appareillage ainsi que de stabilisateurs anti-roulis. Il est également équipé d'une coque brise-glace classée 1 A Super.

## Lignes desservies
Mis en service dans un premier temps entre Naantali, Mariehamn et Kapellskär, le Rosella sera transféré en 1981 sur la ligne Turku - Mariehamn - Stockholm sur laquelle il naviguera sans discontinuer jusqu'en 1988. De retour sur l'axe Naantali - Mariehamn - Kapellskär, il alternera avec cette liaison, la ligne Turku - Mariehamn - Stockholm, ainsi que des mini-croisières entre Stockholm et Mariehamn selon la période jusqu'en 2003. Transféré entre Helsinki et Tallinn, il assure cette liaison jusqu'en 2008. De 2008 à janvier 2023, le Rosella était principalement affecté à la courte liaison reliant Kapellskär à Mariehamn.
Depuis août 2023, le navire dessert les îles grecques de Sifnos, Milos, Sérifos, Íos et Santorin depuis Le Pirée.